# 板桥镇 (驻马店市)
板桥镇，是中华人民共和国河南省驻马店市驿城区下辖的一个乡镇级行政单位。

## 1975年8月河南“75·8”水库溃坝

河南“75·8”水库溃坝洪水淹没范围

1975年8月8日，板桥镇板桥水库因特大暴雨导致溃坝，史称河南“75·8”水库溃坝，造成29个县市被淹，1100万亩农田受到毁灭性的灾害，1100万人受灾，24万人死亡，倒塌房屋596万间，冲走耕畜30.23万头，猪72万头，京广线被冲毁102公里。2005年该事件被美国《探索频道》评为世界历史上最重大的人为技术灾难第一名。

## 行政区划
板桥镇下辖以下地区：
板桥村、程楼村、白果树村、江林村、夏庄村、英刘村、胡楼村、崔张楼村、张秀庄村、关刘庄村、大路陈村、任张楼村、百秩店村、水田村、林庄村、刘沟村、许小庄村、口门村、陡嘴村和马冲村。